# إندوبانولول
إندوبانولول وهو أحد محصرات مستقبلات بيتا.